# Síp

Egy fémsíp képe.

A sípok jellegzetes hangot kiadó egyszerű hangkeltő eszközök, főleg jelző, figyelmeztető hangok keltésére használják. Jellegzetes kialakításuk miatt a belefújt levegő rezgésbe jön, ami jellegzetes hang kibocsátásával jár. Széles körben használt a sportban, rendvédelmi szerveknél, vasútnál, vadászatokon és néhány más munkaterületen figyelmeztető-irányító hangjelzések leadására. Így működnek a gőzmozdonyok és a gőzhajók sípjai is, csak azoknál levegő helyett a nagy nyomású gőzt veszik igénybe. A nyelvsípok, amelyek bizonyos hangszerek tartozékai, más elven működnek. Ezekben vékony lemezkék vannak a fúvókában, amelyek a levegő befúvása hatására rezgésbe jönnek és így képezik az alaphangot, amelyet a hangszer alakja, mérete, valamint egyéb kezelőeszközei felerősítenek és a beállításoknak megfelelően módosítanak. Az ajaksípos hangszereknél egy keskeny résen átfújt levegő rezgése képezi az alaphangot. Alapjában így működnek a gége hangszalagjai is. A sípok igen sokfélék az egyszerű gyermekjátékként szolgáló fűzfa és műanyag sípoktól kezdve a nagyméretű, finoman hangolt orgonasípokig.

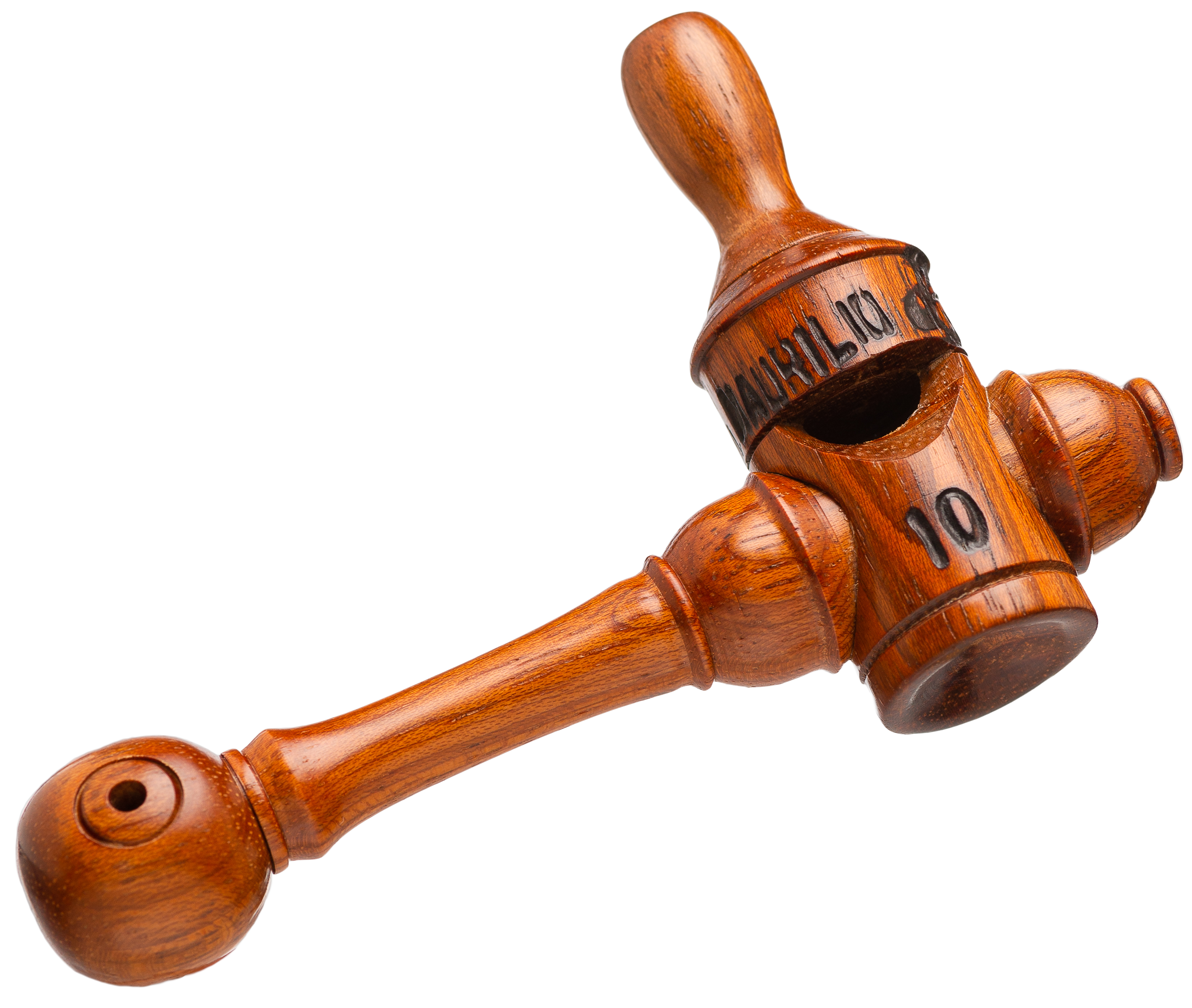